# Matteo Tosatto

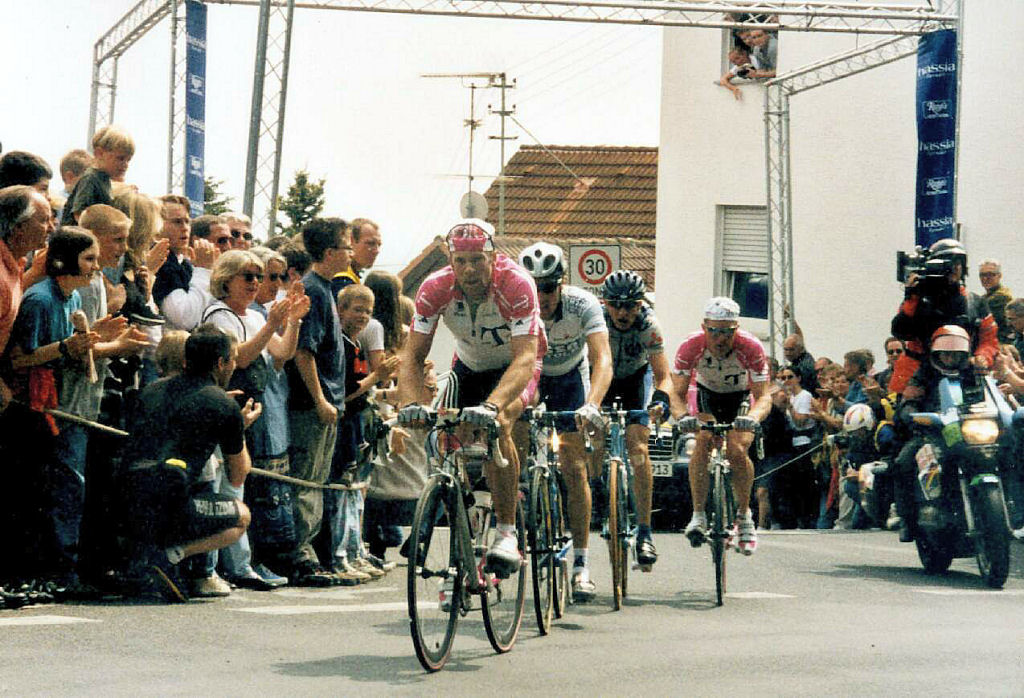
Matteo em 2000

Matteo Tosatto (n. 14 de maio, 1974 em Castelfranco Veneto) é um ciclista italiano que participa em competições de ciclismo de estrada. Seus principais triunfos incluem uma vitória de etapa no Giro d'Italia (2005) e outra no Tour de France 2006.